# Heaven Help Me
Heaven Help Me is een single van Deon Estus, met achtergrondzang van George Michael. Estus was de bassist van Wham!. De single werd uitgebracht in 1989. In mei 1989 haalde de single in Nederland de 25e plaats in de Top 40.